# Janina Kozicka
Janina Kozicka (ur. 21 sierpnia 1955) – polska lekkoatletka specjalizująca się w biegach średniodystansowych, medalistka mistrzostw Polski.

## Kariera sportowa
Była zawodniczką Energetyka Poznań.
Na mistrzostwach Polski seniorów zdobyła srebrny medal w biegu na 1500 metrów w 1972. 
Rekordy życiowe:
- 800 m – 2:08,4 (8.07.1972)
- 1500 m - 4:23,1 (19.08.1972)